# OW Большого Пса
OW Большого Пса (лат. OW Canis Majoris) — одиночная переменная звезда в созвездии Большого Пса на расстоянии (вычисленном из значения параллакса) приблизительно 3985 световых лет (около 1222 парсеков) от Солнца. Видимая звёздная величина звезды — от +14,2m до +13m.

## Характеристики
OW Большого Пса — пульсирующая полуправильная переменная звезда типа SRB (SRB).